# Perruche de Layard
Psittacula calthrapae
Espèce
Statut de conservation UICN

 LC  : Préoccupation mineure
Statut CITES
Synonymes
- Psittacula calthropae

La Perruche de Layard (Psittacula calthrapae) est une espèce d'oiseaux appartenant à la famille des Psittacidae.
Son nom commémore le naturaliste britannique Edgar Leopold Layard (1824-1900).
Cet oiseau est endémique du Sri Lanka.